# L'amour, vous connaissez ?

L'amour, vous connaissez ? est un recueil de nouvelles de science-fiction d'Isaac Asimov composé à partir du recueil original anglais Nightfall and Other Stories paru en 1969. Ce recueil a été découpé en France en trois parties : L'amour, vous connaissez ? en est la deuxième et a été publiée pour la première fois en 1970.
En 2014, les éditions Denoël ont réédité le recueil en un seul volume dans la collection Lunes d'encre sous le titre Quand les ténèbres viendront - L'Intégrale.

## Nouvelles
- Vide-c ((en) C-Chute, 1951)
- En une juste cause ((en) In a Good Cause, 1951)
- Et si... ((en) What If…, 1952)
- Sally ((en) Sally, 1953)
- Personne ici, sauf... ((en) Nobody here but..., 1953)
- Quelle belle journée ! ((en) It's Such a Beautiful Day, 1954)
- L'amour, vous connaissez ? ((en) What is thing called love, 1961)